# San José Pibtuch
San José Pibtuch es una localidad del municipio de Tunkás en el estado de Yucatán, México.

## Toponimia
El nombre (San José Pibtuch) hace referencia a José de Nazareth y pibtuch proviene del idioma maya.

## Hechos históricos
- En 1910 cambia su nombre de Piptuch a Pibtuch.
- En 1990 cambia a San José Pibtuch.

## Demografía
Según el censo de 2005 realizado por el INEGI, la población de la localidad era de 188 habitantes, de los cuales 87 eran hombres y 101 eran mujeres.
| 212                         | 251 | 73 | 71 | 88 | 87 | 112 | 138 | 180 | 166 | 186 | 198 | 188 |
| (Fuente: INEGI [Consultar]) |     |    |    |    |    |     |     |     |     |     |     |     |